# FK AS Trenčín
FK AS Trenčín je nogometni klub iz Trenčina, Slovačka. Natječe se u Fortuna Ligi.
Klub je osnovan 1992. godine kao "Ozeta Trenčín". Prvotno se natjecao u trećoj čehoslovačkoj ligi. Od 1994. do 1997. godine je igrao u drugoj ligi Slovačke, da bi naredne godine izborio plasman u najviši rang. Najveći uspjeh kluba je osvajanje Superlige u sezonama 2014./15. i 2015./16., kao i osvajanje nacionalnog kupa 2015. te 2016. godine. Tradicionalne boje su crvena i žuta. 

## Uspjesi
- Superliga:
  -   (1): 2014./15., 2015./16.
  -  (1): 2013./14.
- Druga liga: 
  -   (1): 2010./11.
  -  (3): 1997., 2008./09., 2009./10.
- Nacionalni kup: 
  -   (1): 1978., 2015., 2016.

## Europski nastupi
| Sezona    | Natjecanje         | Kolo | Klub            | Domaćin | Gost | Ukupno |
| --------- | ------------------ | ---- | --------------- | ------- | ---- | ------ |
| 2013./14. | UEFA Europska liga | 2.   | IFK Göteborg    | 2:1     | 0:0  | 2:1    |
| 2013./14. | UEFA Europska liga | 3.   | Astra Giurgiu   | 1:3     | 2:2  | 3:5    |
| 2014./15. | UEFA Europska liga | 2.   | Vojvodina       | 4:0     | 0:3  | 4:3    |
| 2014./15. | UEFA Europska liga | 3.   | Hull City       | 0:0     | 1:2  | 1:2    |
| 2015./16. | UEFA Europska liga | 2.   | Steaua Bukurešt | 0:2     | 3:2  | 3:4    |

## Vanjske poveznice
- Službena stranica